# Особняк Дінцера
Особняк Дінцера — двоповерховий будинок, побудований на початку XX століття у стилі неокласицизму з елементами бароко на набережній річки Салгир, що неподалік від центру міста Сімферополь. Сьогодні Особняк Дінцера відомий як шахово-шашковий клуб, де проводяться турніри від місцевого до міжнародного рівнів.

## Історія
Особняк побудований невідомим архітектором для квіткового магната А. Ф. Дінцера. На початку XX століття дім Дінцера був відомим на весь Крим. На задньому подвір'ї побудували перший у Криму платний майданчик (скейтинг-ринок) для катання на роликових ковзанах. 

Листівка часів СРСР

Скейтинг-ринок також використовувався для різних урочистих заходів (наприклад, тут відбувалося святкування 100-річного ювілею з Дня народження О. С. Пушкіна в 1899 р. та 300-річчя будинку Романових у 1913 р.).
Під час революції одного Дінцера розкуркулили та вислали в Казахстан, а іншого посадили до в'язниці. Будинок був націоналізований та перейшов у державну власність. Протягом радянських часів в особняку Дінцера жили партійні діячі, а скейтинг-ринок використовувався під склади електромеханічного заводу.

## Сучасний етап
Починаючи з 1987 року будинок повністю відреставрували, і в ньому розташувався шахово-шашковий клуб міста Сімферополь. Після розпаду СРСР будинок переобладнали під казино, але під натиском місцевих активістів рішенням Ради міністрів АРК в 1995 році Особняк Дінцера знову прийняв у свої стіни шахістів. У 2004 році на цьому місці створено Кримський республіканський позашкільний навчальний заклад «Дитячо-юнацька шахово-шашкова спортивна школа» відома такими випускниками як С. О. Карякін та С. О. Білошеєв.
Наразі Особняк Дінцера вважається пам'яткою архітектури місцевого значення та з 2011 року підпорядковується управлінню Республіканського комітету Автономної Республіки Крим з охорони культурної спадщини.
Наприкінці червня 2013 року особняк Дінцера стає одним з експонатів Бахчисарайського парку мініатюр «Крим у мініатюрі на долоні».